# P/2015 A3 (PANSTARRS)
P/2015 A3 (PANSTARRS) — одна з короткоперіодичних комет типу комети Галлея. Ця комета була відкрита 8 січня 2015 року; вона мала 21.0m на час відкриття.